# Jasminum multipartitum
Jasminum multipartitum es una especie de arbusto de la familia de las oleáceas. Es originaria de Sudáfrica.

## Descripción
Es una planta trepadora que se puede cultivar en el sol o media sombra. Produce masas de flores blancas, aromáticas, en forma de estrella que atraen a una gran variedad de aves.
Esta es una de las diez de especies de jazmín que se producen en el sur de África. 

## Distribución y hábitat
Se encuentra naturalmente en los bosques de la provincia de Provincia Oriental del Cabo y KwaZulu-Natal, así como tierra adentro hasta Johannesburgo.

## Taxonomía
Jasminum multipartitum fue descrita por Christian Ferdinand Friedrich Hochstetter y publicado en Flora 27(2): 825. 1844
Etimología
Ver: Jasminum
multipartitum: epíteto latino que significa "multi dividida".
Sinonimia
- Jasminum glaucum var. parviflorum E.Mey.
- Jasminum oleicarpum Baker[4][5]